# Budget Truck Rental
Budget Truck Rental, LLC è un'azienda statunitense di autonoleggio con sede a Parsippany, New Jersey e parte del gruppo Avis Budget Group.
Specializzata nel noleggio di camion per traslochi e trasporti, opera attraverso una vasta rete di sedi in tutti gli Stati Uniti e dispone di una flotta composta da veicoli di diverse lunghezze: 3,05 metri (10 piedi), 3,66 metri (12 piedi), 4,88 metri (16 piedi) e 7,32 metri (24 piedi). L’azienda si rivolge sia a clienti privati che commerciali, offrendo anche servizi accessori come carrelli, rampe, dispositivi GPS e soluzioni per il traino.

## Storia
La società nacque nel 1998, quando la Budget Group, Inc. acquisì la Ryder TRS, Inc., integrandone le attività e dando vita a una nuova divisione operativa focalizzata sul noleggio di veicoli commerciali leggeri.
Nel 2000, durante le elezioni presidenziali statunitensi, un veicolo di Budget Truck Rental fu utilizzato per trasportare da Palm Beach a Tallahassee, in Florida, le schede decisive per il conteggio elettorale, in uno degli episodi più controversi della storia elettorale americana. Successivamente, Budget Truck vendette il veicolo utilizzato e donò 67.100 dollari derivanti dalla vendita alla Croce Rossa Americana.

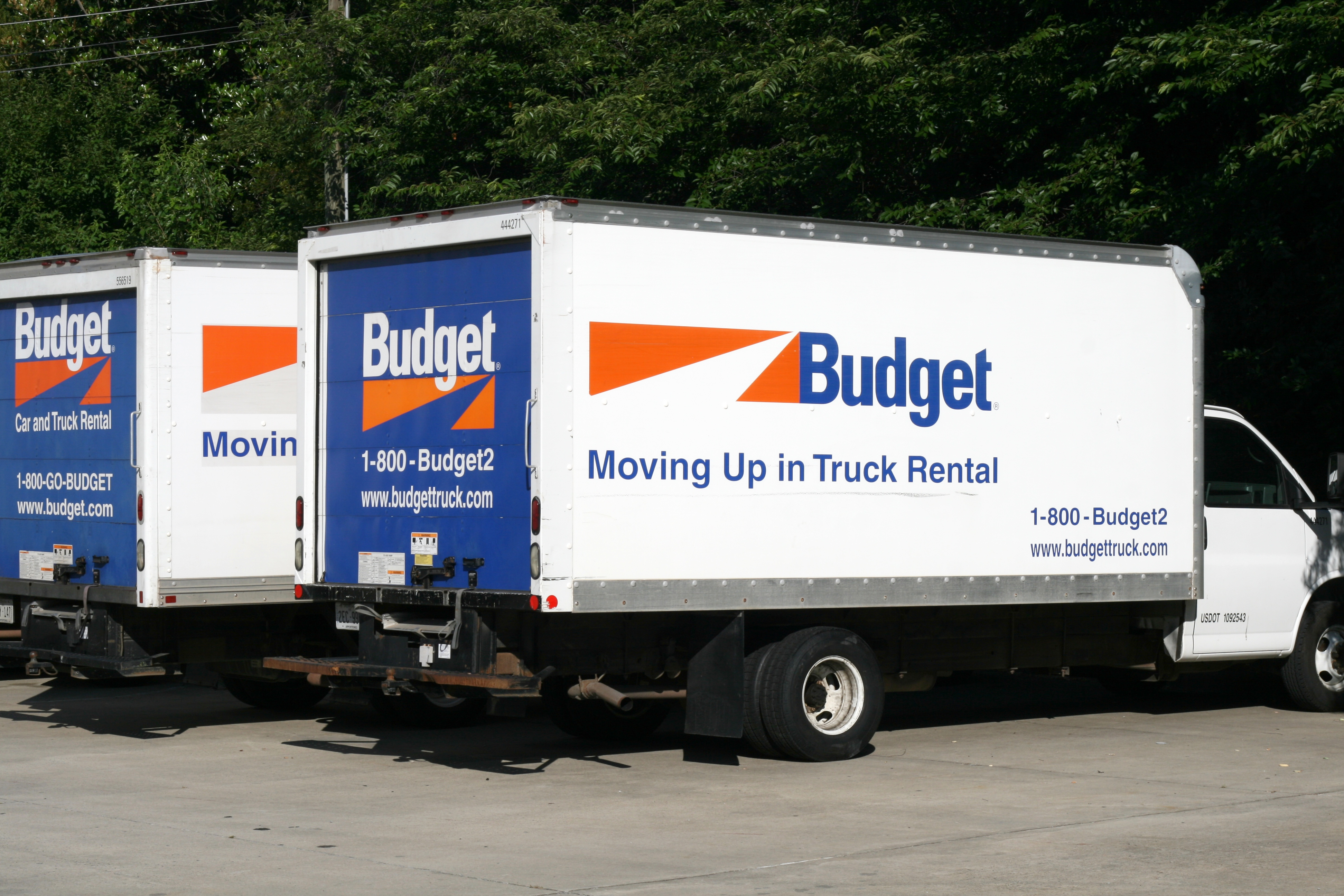
Furgone di Budget Truck Rental.

Nel 2001 Budget introdusse una nuova flotta di camion caratterizzati da una livrea blu, sostituendo progressivamente i mezzi gialli ereditati da Ryder. Entro l’inizio del 2002 completò l’integrazione strutturale e logistica con Ryder TRS, consolidando la propria rete di filiali e aggiornando l’immagine aziendale con nuovi loghi e insegne. Il 22 novembre 2002, Budget Truck Rental vendette le sue divisioni di autonoleggio camion e auto alla Cherokee Acquisition Corporation, controllata dalla Cendant Corporation.
Nel settembre 2006, Budget Truck Rental, insieme a Budget Rent a Car e Avis Rent a Car, fu scorporata da Cendant per costituire una nuova società indipendente, il gruppo Avis Budget. Nel 2007, la sede principale della compagnia fu trasferita nella Contea di Morris, nel New Jersey.
Negli anni successivi, Budget Truck Rental avviò diverse collaborazioni strategiche. Nel 2007 divenne fornitore esclusivo di veicoli per Public Storage, una delle principali catene di self storage negli Stati Uniti. Nel 2008 introdusse il sistema GPS where2® by Garmin, diventando una delle prime compagnie del settore a fornire questo servizio opzionale ai clienti. Nel 2009 siglò un accordo con AARP, offrendo sconti ai membri dell’associazione. Infine, nel 2012, attivò una collaborazione con Extra Space Storage, che integrò i camion Budget nei propri punti vendita.
Nel 2015 rinnovò completamente il proprio sito web, adottando un’interfaccia semplificata e responsive, per migliorare l’esperienza di prenotazione online.